# Tangoutes
Cet article concerne le peuple tangoute. Pour la langue tangoute, voir Tangoute.

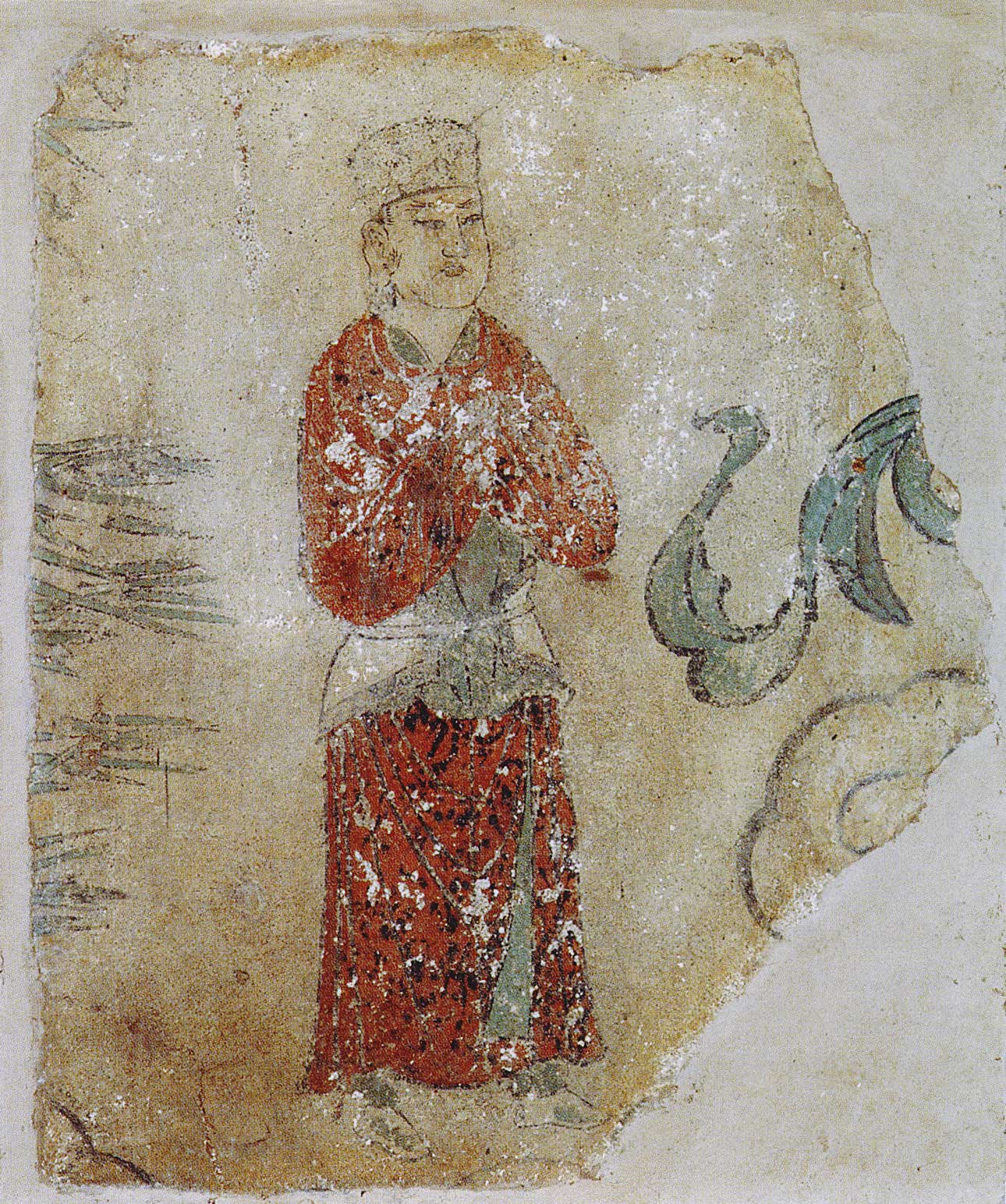
Tangoute priant

Les Tangoutes ou Tangouts (Tangoute: 𗼎𗾧, mjɨ nja̱ ou 𗼇𘓐, mji dzjwo; chinois : 党項 ; pinyin : dǎngxiàng) sont un peuple d'Asie dont l'histoire remonte à la dynastie Tang. Après avoir vécu pendant un temps sous la domination des Tuyuhun, les Tangoutes se déplacent vers le nord-ouest de la Chine peu avant le Xe siècle et y fondent un empire connu sous le nom de Xia occidentaux ou Xi-Xia (du chinois : 西夏 ; pinyin : xī xià) (1036 - 1227).
Ils parlent le tangoute, une langue tibéto-birmane appartenant au groupe qianguique, et plus précisément au sous-groupe des langues gyalrong,. La plus ancienne trace connue à ce jour de cette langue est datée de 1042. C'est une des rares langues tibéto-birmanes à avoir disposé d'une écriture propre.
Certains pensent qu'ils sont d'origine tibétaine, mais on a tendance à penser aujourd'hui qu'ils sont d'origine turque.
Les Qiang, minorité ethnique du Sichuan, se considèrent aujourd'hui comme les descendants des Tangoutes.

## Étymologie
Le terme Tangoute vient du mongol : ᠲᠠᠩᠭᠤᠳ, romanisation : tangγud (pluriel mongol de tang) ; mongol cyrillique : тангад, romanisation Tangad ; en chinois simplifié : 党项 ; chinois traditionnel : 党項 ; pinyin : dǎngxiàng ; appelés en tibétain : མི་ཉག་, Wylie : mi nyak.

## Langue

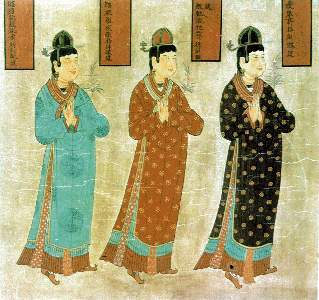
Femmes Tangoutes

La langue Tangoute, également connue sous le nom de fan, appartient à la branche tibéto-birmane de la famille des langues sino-tibétaines. Comme les autres langues sino-tibétaines, c'est une langue tonale dont les racines sont principalement monosyllabiques, mais elle partage certains traits grammaticaux propres à la branche tibéto-birmane. Les Tangoutes, appelés Dangxiang (chinois : 党項 ; pinyin : Dǎngxiàng) en chinois, sont généralement considérés par les érudits chinois comme étant synonyme de « Qiang » ou au moins apparentés à ces derniers. Historiquement, « Qiang » était un terme utilisé pour désigner de manière collective les multiples groupes ethniques vivant sur les frontières occidentales de la Chine, y compris l'actuel peuple qiang moderne (chinois : 羌族 ; pinyin : qiāngzú).
Le nom « Tangoute » apparaît pour la première fois dans les inscriptions de l'Orkhon de 735. Dans leur propre langue, les Tangoutes se désignent sous le nom de Mi-niah (Miñak). Jusqu'au XIXe siècle, le terme Minjak est encore utilisé pour désigner la région habitée par les Qiang, qui correspond actuellement a la Préfecture autonome tibétaine et qiang d'Aba. Les locuteurs de la langue Muya, qui fait partie du groupe des Langues qianguiques, dans l'ouest du district de Kangding parlent d'eux-mêmes comme étant des « Minyak ». Certains toponymes  de cette région, tels que la rivière Min et le Xian de Min (Gansu), pointent vers cette racine.

## Écriture
L'écriture tangoute, logographique, aurait été créée par Yeli Renrong (野利仁荣), entre 1036 et 1038 d'après l’Histoire des Song (1346). Elle ressemble graphiquement à l'écriture han, son écriture sigillaire utilise également la même graphie que la graphie Han, mais la construction des caractères diffère. Un nombre important de documents bouddhiques, d'origine chinoise ou tibétaine ont été traduits en Tangoute et imprimés en utilisant la xylographie.

## Apparence
Selon Guillaume de Rubrouck, qui a voyagé a travers de l'empire mongol au XIIIe siècle, les Tangoutes sont vaillants et comptent parmi eux de grands hommes basanés, contrairement aux Ouïghours qui sont "de taille moyenne, comme nous (comprendre: "les Européens")".

## Histoire
Les premiers Tangoutes habitent les steppes et les montagnes du sud-est du Qinghai et du nord-ouest du Sichuan. À un moment donné, leur chef Tuoba Chici se soumet aux Tang et devient un vassal de la dynastie Chinoise. Il reçoit le titre de « Capitaine Général des Rong de l'Ouest » et le nom de famille « Li », qui est celui des empereurs Tang. Au début du VIIIe siècle , la pression croissante exercée par l'Empire du Tibet force les Tangoutes à migrer vers le nord et quitter leurs terres du nord-est du Tibet pour s'installer dans la partie est du Plateau d'Ordos. Lorsque la révolte d'An Lushan (755-763) éclate, les Tangoutes sont la puissance locale prédominante dans la région qui correspond actuellement à l'est du Gansu, au Ningxia et au nord du Shaanxi.
En 881, les Tangoutes aident les Tang à réprimer la révolte de Huang Chao. En récompense, les Tang ont accordé au général Tangoute Li Sigong les trois préfectures de Xia (chinois : 夏州, Tangoute: 𘒂𗉔), Sui (chinois : 綏州, Tangoute: 𗉢𗉔) et Yin (chinois : 銀州, Tangoute: 𘝰𗉔) en tant que titres héréditaires, sous le nom de « Jiedushi de Dingnan (en) ». À partir de cette base territoriale, les Tangoutes étendent leur royaume en direction du sud-ouest, vers leurs anciennes terres natales. En 1002, ils conquièrent la préfecture de Ling et y établissent leur première capitale sous le nom de Xiping. En 1036, ils annexent le Circuit de Guiyi (en) et le royaume des Ouïgours de Ganzhou, pénètrent en territoire tibétain et annexent la ville de Xining. À la suite de cette expansion territoriale, la dynastie des Xia occidentaux est proclamée en 1038,.

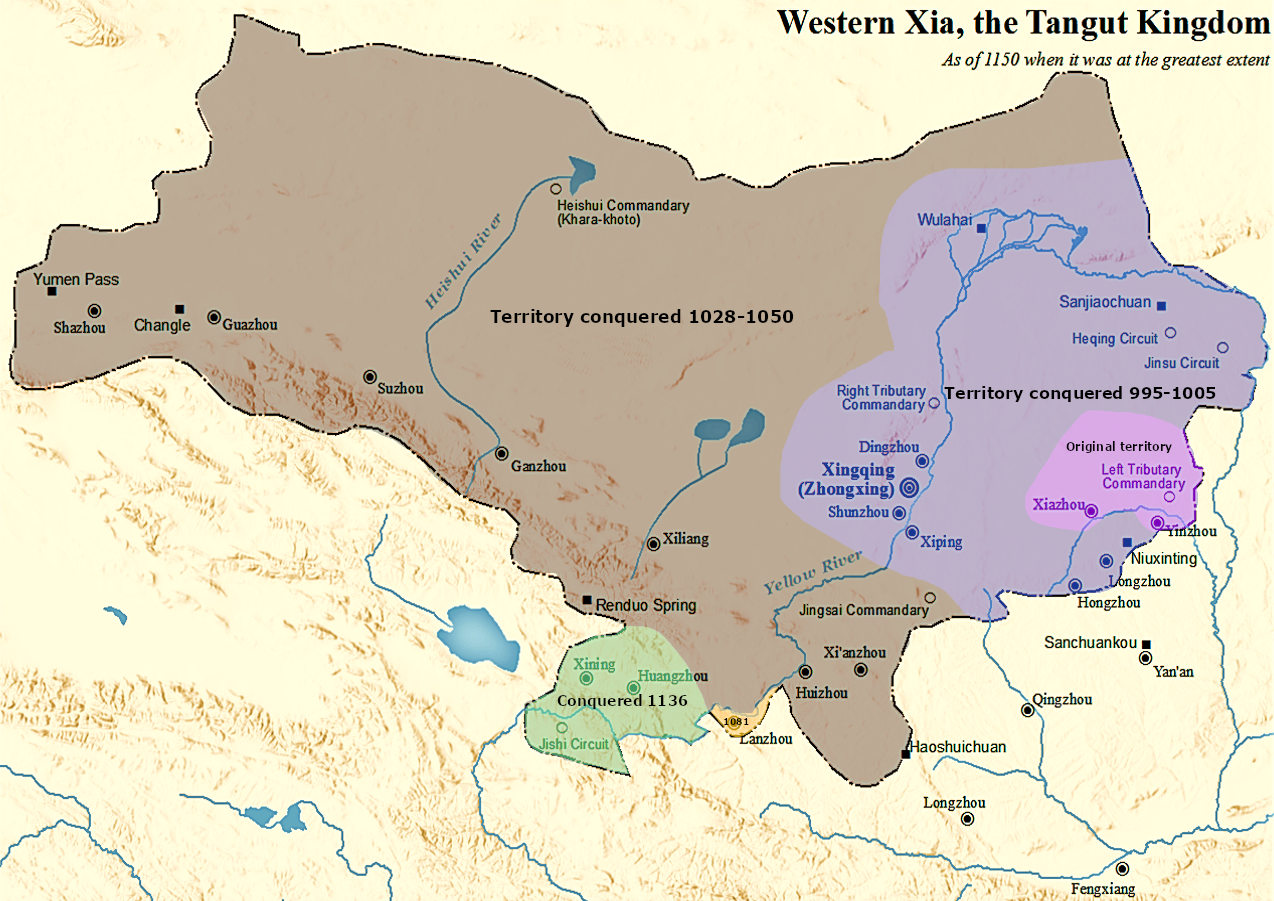
Expansion du territoire de la dynastie des Xia occidentaux

Li Deming, le fondateur de la dynastie et premier empereur des Xia Occidentaux, n'étant pas un souverain particulièrement conservateur, le peuple Tangoute commence à absorber la culture chinoise qui prédomine dans les régions nouvellement annexées, sans jamais perdre son identité propre, comme le prouve l'importance de la littérature tangoute qui a survécu a la chute des Xia Occidentaux.
Li Yuanhao, le fils et successeur de Li Deming, est plus conservateur. Une fois intronisé et devenu l'empereur Jingzong, il cherche à restaurer et à renforcer l'identité tangoute; en ordonnant la création d'une écriture Tangoute officielle et en instituant des lois qui renforcent les coutumes et traditions purement tangoutes. L'une de ces lois impose aux sujets des Xia de porter des vêtements tangoutes traditionnels et une autre exige que les hommes portent les cheveux courts ou rasés; contrairement à la coutume chinoise qui consiste à porter les cheveux longs et noués. Rejetant le nom de famille chinois « Li » donné aux Tuoba par la cour des Tang et celui de « Zhao » donné par la cour des Song, il adopte un nom de famille purement tangoute, 𗼨𗆟, traduit en chinois par « Weiming » (chinois : 嵬名). Il fait de Xingqing (chinois : 興慶), ce qui correspond actuellement à la ville de Yinchuan, sa capitale.
Au treizième siècle, Gengis Khan unifie les tribus Mongole, fonde l'empire Mongol et se lance à la conquête des états bordant le sien. Les Xia Occidentaux sont ses premières cibles, et il lance contre eux contre eux six attaques successives sur une période de vingt-deux ans, en 1205, 1207, 1209-1210, 1211-1213, 1214-1219 et 1225-1227. Les cinq premières attaques représentent la première campagne des Mongols contre les Xia, durant laquelle les troupes du Khan, alors novices en matière de poliorcétique, doivent prendre avec difficulté les places fortifiées des Tangoutes pour arriver à leur fins. Finalement soumis, les Tangoutes aident les Mongols dans la guerre qu'ils déclarent aux Jürchens de la dynastie Jin. Mais la soumission des Xia ne dure qu'un temps et les Tangoutes finissent par refuser de fournir des troupes au Khan,. Furieux, ce dernier lance une expédition punitive contre eux. Irrité par leur résistance, Gengis Khan ordonne la destruction complète du royaume tangoute,,. Il ne voit pas la fin de la campagne, car il meurt en territoire Xia. L'histoire officielle mongole attribue sa mort à une maladie, alors que les légendes prétendent qu'il est mort d'une blessure infligée lors de ces batailles.
En 1227, la capitale des Xia occidentaux est envahie par les Mongols, qui dévastent ses bâtiments et ses archives écrites : tout est brûlé à l'exception du monastère. Le dernier empereur est tué et des dizaines de milliers de civils sont massacrés. Cependant, de nombreuses familles tangoutes font leur soumission aux Mongols et rejoignent leurs rangs. Certains Tangoutes ont même commandé des armées mongoles, comme, par exemple Cha'an, lors de la conquête de la Chine par les successeurs de Genghis Khan. Après la fondation de la dynastie Yuan (1271-1368), les soldats tangoutes sont incorporés à l'armée mongole et participent aux campagnes militaires ultérieures dans le centre et le sud de la Chine. Les Tangoutes sont considérés comme des Semu dans le système de classes mis en place par les Yuan, ce qui les sépare des Chinois du Nord. Après la chute des Yuan, Il existe des preuves de l'existence de petites communautés tangoutes sous les Ming, dans les provinces de l'Anhui et du Henan. Ces personnes, y compris les membres du clan royal, émigrent vers l'ouest du Sichuan, le nord du Tibet, voire le nord-est de l'Inde, devenant dans certains cas des dirigeants locaux,,,.  Les descendants du peuple tangoute vivant en Chine centrale ont conservé leur langue au moins jusqu'au XVIe siècle.

## Culture
La société tangoute est divisée en deux classes : les "visages rouges" et les "têtes noires". Les visages rouges sont considérés comme étant des roturiers, tandis que les têtes noire constituent l'élite de la caste des prêtres. Bien que le bouddhisme soit extrêmement populaire et répandu au sein de la société tangoute, de nombreux bergers tangoutes continuent à pratiquer une sorte de chamanisme connu sous le nom de "Racine Ouest" (Melie). Ce sont les bonnets noirs portés par les Chamans Racine Ouest/Melie qui ont donné son nom à la caste des têtes noires. Selon un mythe tangoute, l'ancêtre des Tangoutes à tête noire était une grue blanche céleste, tandis que l'ancêtre des Tangoutes à face rouge était un singe. Les rois tangoutes portent le titre de Wuzu.
Selon des sources en langue tangoute, le nom complet que ces derniers donnent à leur royaume est 𗴂𗹭𘜶𗴲𗂧, ou phiow1-bjij2-lhjij-lhjij2, ce que l'on peut traduire par « pays-grand-blanc-élevé » (白高大夏國), ou encore "Le Grand État Xia du grand blanc élevé" (白高大夏國), ou encore "mjɨ-njaa". (萬祕國). Ce nom fait référence a une montagne des monts Helan connue sous le nom de "Mère blanche et élevée". Bien que la traduction chinoise de ce nom (chinois : 白高大國 ; pinyin : Báigāo Dàguó) soit occasionnellement utilisée dans les documents en langue tangoute, l'État des Xia est le plus souvent désigné comme étant le "Grand Xia" (大夏) dans les sources d'origine tangoute rédigées en langue chinoise ou comme l'"État xia" (chinois : 夏國) dans les documents des Song. Dans l'historiographie ultérieure et en chinois moderne, l'État tangoute est désigné sous le nom de "Xia occidental" (Xī Xià 西夏). Les Mongols et d'autres tribus des steppes désignent le royaume tangoute sous le nom de "Qashi" ou "Qashin", un terme qui dérive du nom utilisé en Chinois médiéval pour désigner le Corridor du Hexi, la région contrôlée par les Tangoutes (chinois : 河西).

## Religion

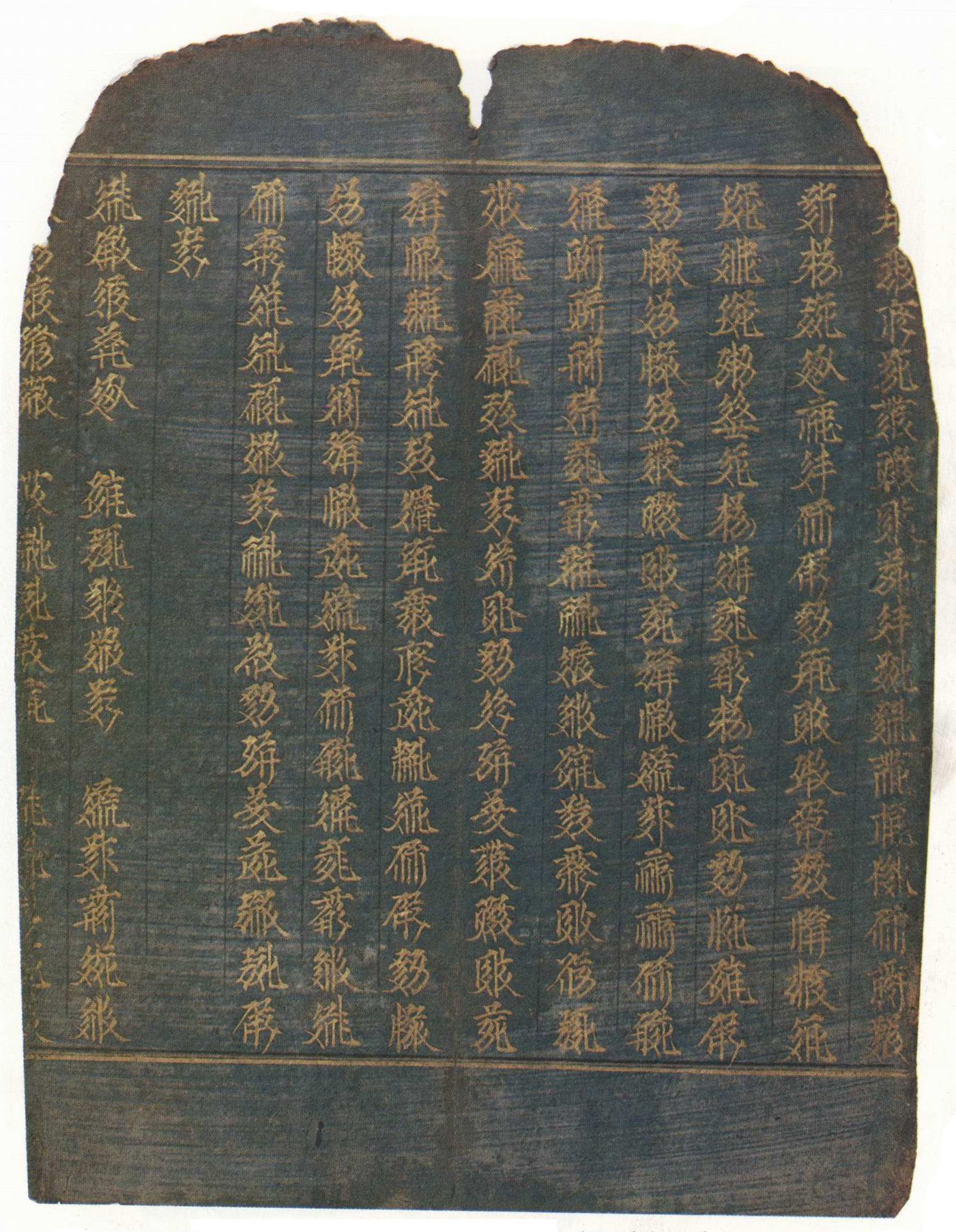
Le Sutra de la lumière d'or en écriture tangoute.

Les Tangoutes sont principalement des bouddhistes, pratiquant un bouddhisme influencé par des courants de pensée non-tangoutes. L'ensemble du canon bouddhique chinois est traduit en langue tangoute sur une période de cinquante ans et publié vers 1090 en quelque 3700 fascicules. Le bouddhisme de l'État tangoute semble être un amalgame de traditions tibétaines et chinoises; parmi lesquelles la tradition Huayan-Chan de Guifeng Zongmi (chinois : 圭峰宗密, 780-841) et de son maître Huayan Chengguan est la plus influente. Un certain nombre de textes que l'on croyait auparavant être d'origine tangoute se sont révélés être des traductions de textes rédigés en langue Khitan. L'influence exacte du bouddhisme tibétain sur la formation du bouddhisme tangoute reste flou et est un domaine encore inexploré; surtout à la lumière de nouvelles découvertes montrant que le bouddhisme tangoute doit davantage à la culture locale de la Chine du Nord qu'à de pures influences tibétaines ou chinoises. Des textes appartenant à la tradition tibétaine du Mahamudra démontrent qu'au début le bouddhisme tangoute évolue selon la ligne de transmission bouddhique Karma Kagyu plutôt que Sakyapa.
Un certain nombre d'institutions bouddhiques tangoutes, telles que le poste de "précepteur impérial", ont survécu a la chute des Xia occidentaux et ont continué à exister durant la dynastie Yuan. L'une des sources les plus sûres concernant le bouddhisme tangoute est le mont Wutai, où le Bouddhisme ésotérique chinois et celui de l'école huayan se sont épanoui de la fin de la dynastie Tang jusqu'à l'époque de la conquête mongole.
Solonin (2005 : non paginé) a établi un lien entre les Tangoutes, les monts Helan et les enseignements Chan de Kim Hwasang et Baotang Wuzhu :

« Les origines du Chan Tangoute peuvent également être retracées plus profondément que ce que l'on croyait auparavant : les informations sur les voyages de Bao-tang Wu-zhu (保唐无住720～794) dans le Nord-Ouest de la Chine, tirées des Notes sur la transmission du trésor du Dharma à travers les générations, impliquent qu'à l'époque des années 760, une sorte de bouddhisme s'était répandu dans la région de Helanshan, où les Tangoutes étaient déjà présents.　Concernant le bouddhisme d'Helanshan de la fin du VIIIe siècle, on ne peut pas dire grand chose : les doctrines de l'école lu (律) et l'enseignement du Chan du Sichuan du révérend Kim (金和尚) semblent y être connus. »

Le confucianisme est également présent chez les Xia occidentaux, mais c'est sans comparaison avec le degré de popularité du bouddhisme : la littérature Tangoute est dominée par les écrits bouddhistes, tandis que les enseignements séculiers, y compris les classiques chinois, sont rarement disponibles en langue Tangoute.
L'État tangoute applique des lois strictes concernant l'enseignement des croyances religieuses et sélectionne rigoureusement les enseignants potentiels. Avant d'être autorisé à enseigner, un nouveau venu dans le territoire tangoute venant du Tibet ou de l'Inde doit d'abord demander l'approbation des autorités locales. Les doctrines enseignées et les méthodes utilisées sont soigneusement supervisées, afin de s'assurer qu'il n'y a aucune possibilité que le peuple tangoute comprenne mal les enseignements. Quiconque est considéré comme un diseur de bonne aventure ou un charlatan est immédiatement persécuté. Estimant que cela était contraire aux croyances éthiques bouddhistes, l'État tangoute interdit strictement aux enseignants religieux d'accepter une compensation ou une récompense pour leurs services d'enseignement.
Bien que l'État tangoute ne soutienne pas une école bouddhique officielle, il protège tous les sites et objets religieux à l'intérieur des frontières du pays.
Comme en Chine, devenir moine bouddhiste nécessite l'approbation du gouvernement et toute personne ayant prononcé les vœux d'un moine sans cette surveillance gouvernementale est sévèrement punie. Fait remarquable pour l'époque, les femmes jouent un rôle dans les pratiques religieuses Tangoute en servant comme nonnes.
Suchan (1998) retrace l'influence des premiers Karmapas sur les cours Yuan et Ming ainsi que sur les Xia occidentaux et mentionne Düsum Khyenpa, le 1er Karmapa :

« Les premiers Karmapas se distinguent par leur statut important à la cour des Yuan et des Ming, en Chine, où ils servent de guides spirituels aux princes et aux empereurs. Leur influence s'est également étendue à la cour du royaume Tangoute des Xia où un disciple de Dusum Khyenpa s'est vu attribuer le titre de "maître suprême" par un roi Tangoute Xixia [...],. »

Après la chute des Xia occidentaux, l'afflux de réfugiés Tangoutes au Tibet conduit à l'adoption de la divinité Pehar Gyalpo par le bouddhisme tibétain. Pehar fini par se voir confier le rôle important d'oracle d'État, via l'Oracle de Nechung.

## Culture moderne
Dans le film Mongol (2007) retraçant la vie de Genghis Khan, sont représentées une ville tangoute où Genghis Khan est emprisonné  ainsi que la vie qui s'y déroule. Toutefois la représentation n'est pas tout à fait historique, les Tangoutes y parlent mandarin.

## Galerie

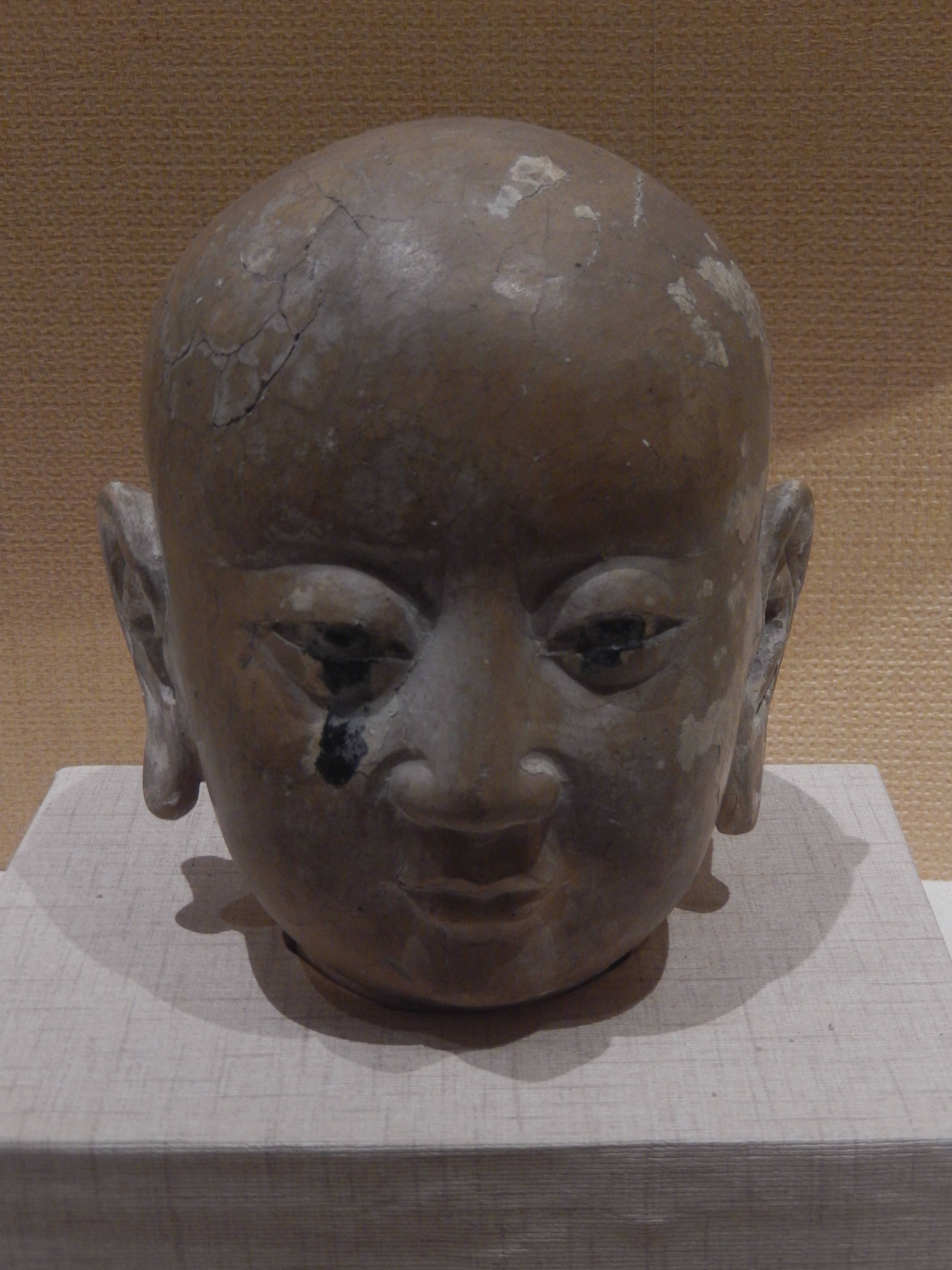
Tête de statue d'un arhat bouddhiste, dynastie des Xia occidentaux, de la Pagode Hongfo, Xian de Helan, Ningxia.
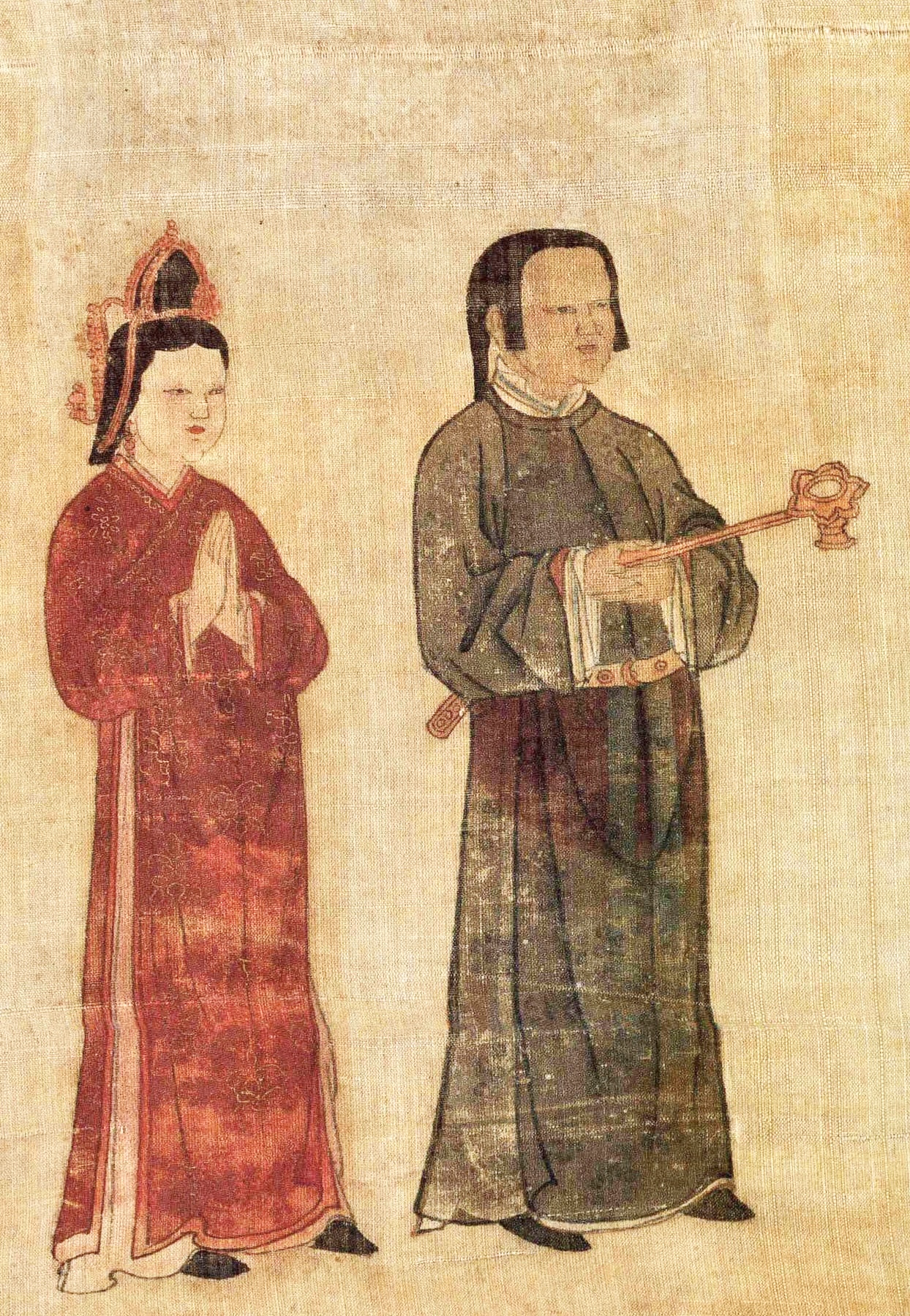
Mariée tangoute
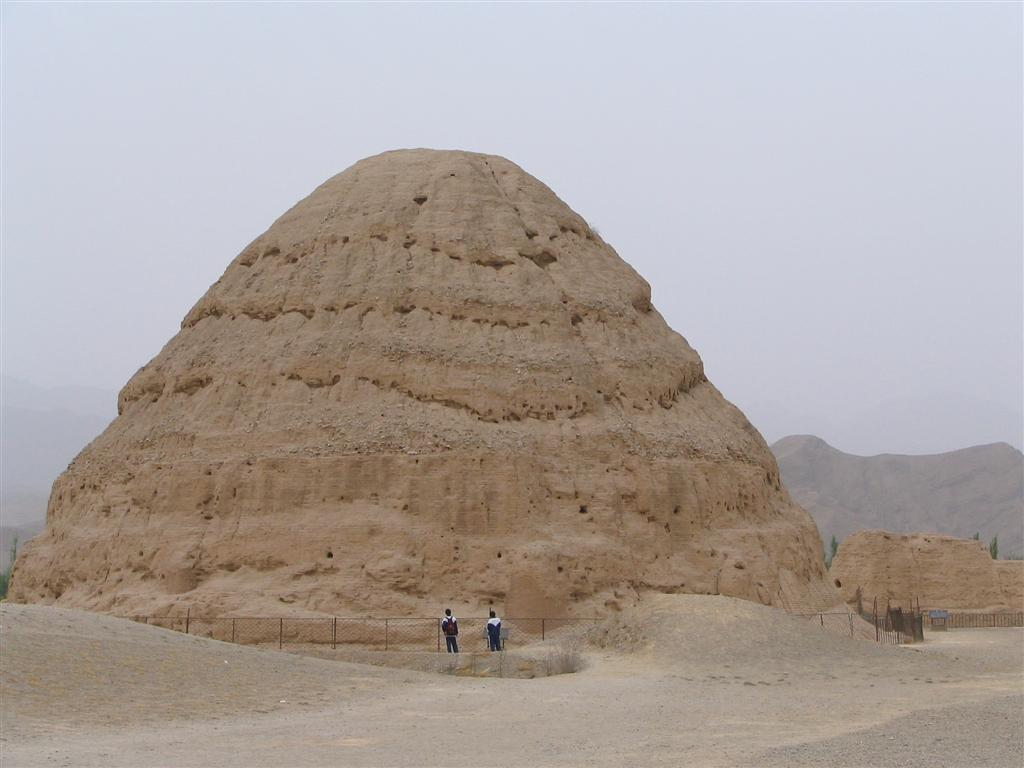
Tumulus funéraire des Xia occidentaux